# Rusăneşti
Rusăneşti é uma comuna romena localizada no distrito de Olt, na região de Oltênia. A comuna possui uma área de 47.75 km² e sua população era de 4842 habitantes segundo o censo de 2007.